# Sunday Dinner for a Soldier
Pour plus de détails, voir Fiche technique et Distribution.
Sunday Dinner for a Soldier est un film américain réalisé par Lloyd Bacon et sorti en 1944.

## Synopsis
Durant la guerre, en Floride, Dudley Osborne et ses petits-enfants vivent sur une péniche à quai, dont ils ont fait leur demeure. Chaque matin, les bombardiers américains survolent leur lieu d'habitation. Dudley Osborne est un être fantasque qui dépense sans compter le montant de sa retraite, le jour où il la touche. Il encourt les reproches de sa petite fille, Tessa, plus raisonnable, et qui tente de rendre la vie décente à sa sœur et à ses deux frères. Au village, chaque habitant décide d'inviter un soldat, ce dimanche, pour le dîner. Dudley s'est mis sur les rangs, et la famille a préparé un excellent repas, mais aucun militaire ne semble se présenter.

## Fiche technique
- Titre : Sunday Dinner for a Soldier
- Réalisation : Lloyd Bacon
- Scénario : Melvin Levy, Wanda Tuchock, d'après une histoire de Martha Cheavens
- Chef opérateur : Joseph MacDonald
- Musique Alfred Newman
- Montage : J. Watson Webb Jr.
- Direction artistique : J. Russell Spencer, Lyle R. Wheeler
- Décors : Thomas Little, Fred J. Rode
- Costumes : Kay Nelson
- Production : Walter Morosco pour Twentieth Century Fox
- Durée : 85 minutes
- Date de sortie :
  - États-Unis : 8 décembre 1944

## Distribution
- Anne Baxter : Tessa Osborne
- John Hodiak : Sergent Eric Moore
- Charles Winninger : Dudley 'Grand-père' Osborne
- Anne Revere : Agatha Butterfield
- Connie Marshall : Mary Osborne
- Chill Wills : Mr. York
- Robert Bailey : Kenneth Normand
- Bobby Driscoll : Jeep Osborne
- Jane Darwell : Mrs Helen Dobson
- Billy Cummings : Michael Osborne
- Marietta Canty : Samanthy
- Chester Conklin : le photographe
- Rory Calhoun : un soldat